# ルーカス・イオルカス
ルーカス・イオルカス（Λούκας Γιώρκας / Loukas Giorkas、1986年10月18日 - ）は、キプロス・ラルナカ出身のギリシャ人の歌手であり、ギリシャのタレント・オーディション番組・Xファクターの初代優勝者である。
2009年9月に初のアルバム『Mazi』が発売され、ゴールド・アルバムとなった。ピレウス大学で生物学を学ぶ。
2011年1月11日、ギリシャ国営放送（ERT）は、イオルカスら6人をユーロビジョン・ソング・コンテスト2011のギリシャ代表候補として発表した。その中からイオルカスとステレオ・マイクのデュオが同国代表として選出された。2011年5月にドイツのデュッセルドルフで行われる同大会では「Watch My Dance」を歌う。

## ディスコグラフィー

### アルバム
- 2009年: Mazi（EP）

### シングル
- 2010年: "Tha Peso, Tha Sikotho"

- 2011年: Watch My Dance（英語版） feat. ステレオ・マイク
- 2011年: "Gia Proti Fora"
- 2012年: "Ematha"
- 2013年: "Eklapsa"
- 2014年: "Mia Akoma Voutia"
- 2015年: "Stin Ousia"
- 2017年: "De Pao Sti Douleia"
- 2017年: "Stoihima"
- 2018年: "Ypokrinesai"
- 2019年: "Ela Ilie Mou" (feat. Kostas Tournas)
- 2020年: "Mona Liza"
- 2020年: "Pame Ap' Tin Arxi"
- 2021年: "Mou Eleipses Poly"
- 2021年: "Gia Tin Ellada"
- 2022年: "An M' Agapas"